# Deutsche Forschungsgemeinschaft

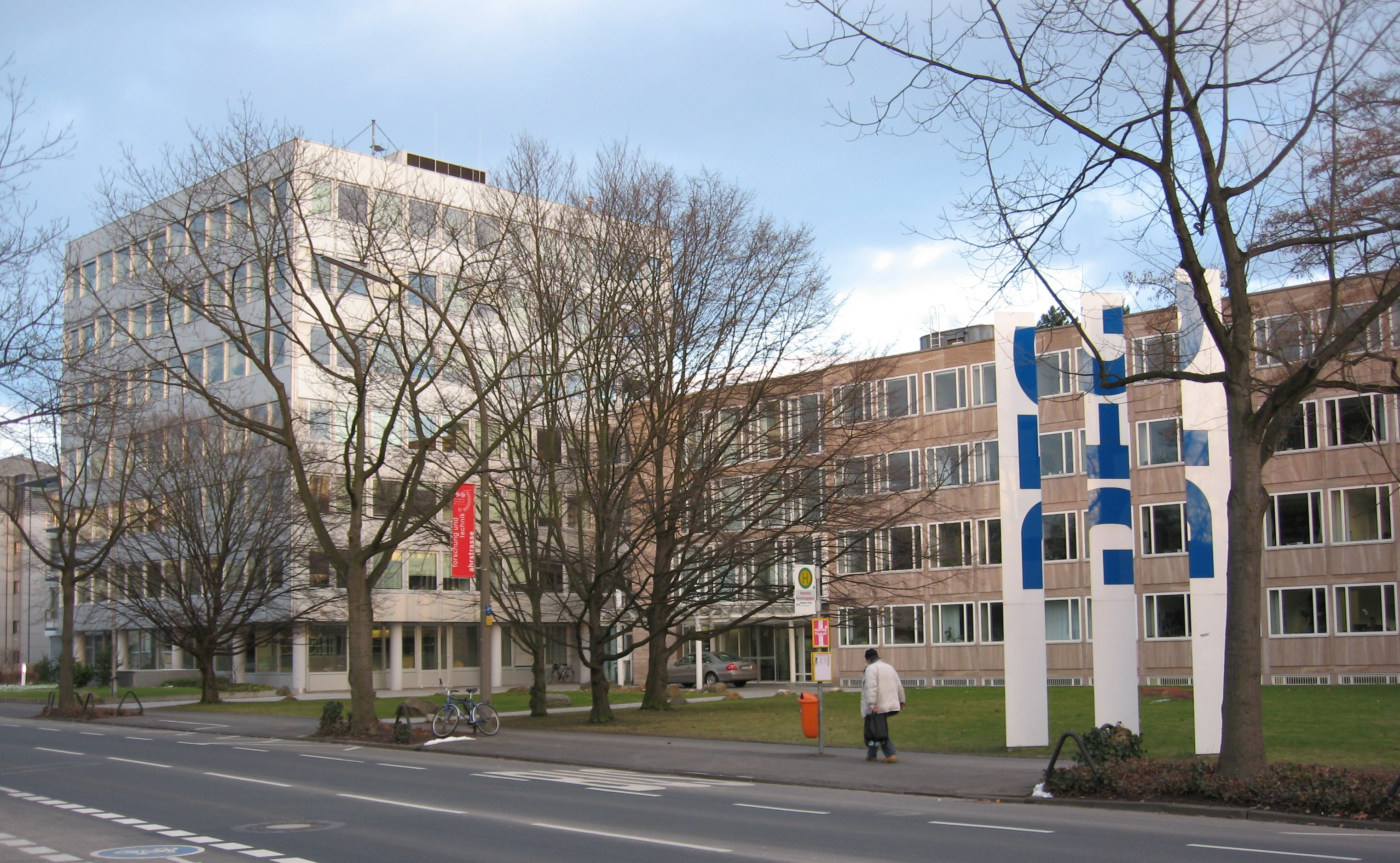
Die DFG-Geschäftsstelle in Bonn-Bad Godesberg (2006)

Die Deutsche Forschungsgemeinschaft (DFG) ist eine fachübergreifende Einrichtung zur Förderung der Wissenschaft und Forschung in der Bundesrepublik Deutschland. 2023 verfügte die DFG über einen Förderungsetat von rund 3,9 Milliarden Euro, aus dem 31.750 Projekte unterstützt wurden.
Bei dem Förderungsetat handelt es sich um Steuergelder, die zu zwei Dritteln vom Bund und zu einem Drittel von den Ländern getragen werden. Mitglieder der DFG sind größtenteils Hochschulen und Forschungseinrichtungen von „allgemeiner Bedeutung“ sowie die deutschen Akademien der Wissenschaften.

## Organisation und Aufgaben

### Aufgaben
In ihrer Satzung definiert der § 1 ihre Aufgaben:

„Die Deutsche Forschungsgemeinschaft fördert Forschung höchster Qualität. Der Schwerpunkt liegt dabei in der Förderung von aus der Wissenschaft selbst entwickelten Vorhaben im Bereich der erkenntnisgeleiteten Forschung. Sie finanziert Forschungsvorhaben, entwirft Wettbewerbsräume und führt Verfahren zur Begutachtung, Bewertung, Auswahl und Entscheidung von Forschungsanträgen durch. Die Deutsche Forschungsgemeinschaft gestaltet Rahmenbedingungen und Standards des wissenschaftlichen Arbeitens mit. Sie pflegt den Dialog mit Gesellschaft, Politik und Wirtschaft und unterstützt den Transfer von Erkenntnissen. Sie 
berät staatliche und im öffentlichen Interesse tätige Einrichtungen in wissenschaftlichen und wissenschaftspolitischen Fragen.“

Die DFG fördert Einzelprojekte, Verbundprojekte (Forschernetzwerke, Forschungsgruppen, Graduiertenkollegs, Sonderforschungsbereiche (SFB), Forschungszentren, Exzellenzcluster) sowie Infrastruktur, und sie unterhält weltweit Wissenschaftsbeziehungen. Der Förderung von Wissenschaftlern in frühen Karrierephasen gilt ihre besondere Aufmerksamkeit (z. B. Forschungsstipendium, Programm Eigene Stelle, Emmy-Noether-Programm, Heisenberg-Programm). Antragsberechtigt sind neben Institutionen auch einzelne Wissenschaftler (ab der Promotion).
Die DFG ist in Deutschland die mit Abstand wichtigste Quelle für Drittmittel. Ein erfolgreicher Antrag erhöht das Prestige der verantwortlichen Wissenschaftler beträchtlich.

### Organe
Die DFG hat lt. § 4 der Satzung acht Organe:
- Mitgliederversammlung,
- Präsidentin oder Präsident;
- Präsidium,
- Vorstand,
- Generalsekretärin oder Generalsekretär,
- Senat,
- Hauptausschuss,
- Fachkollegien.

Die Mitgliederversammlung (§ 5 der Satzung) bestimmt die operativen Leitlinien der Deutschen Forschungsgemeinschaft. Von ihr wird der Präsident gewählt, das übrige Präsidium und die Mitglieder des Senats. Zudem bestätigt sie die Berufung des Generalsekretärs durch den Hauptausschuss. Die Amtszeit beträgt vier Jahre. Die Mitgliederversammlung nimmt weiterhin Aufgaben wie die Entgegennahme von Jahresbericht und Jahresrechnung des Vorstands und Entlastung des Vorstands wahr.
Das Präsidium besteht aus der Präsidentin Katja Becker (Biochemie und Molekularbiologie) und neun Vizepräsidentinnen und Vizepräsidenten. Die Vizepräsidenten sind Marietta Auer, Axel A. Brakhage, Johannes Grave, Hans Hasse, Karin Jacobs, Matthias Koenig, Kerstin Schill, Peter H. Seeberger und Britta Siegmund. Beratendes Mitglied ist entsprechend der Satzung der DFG der Präsident des Stifterverbandes für die Deutsche Wissenschaft, Michael Kaschke.
Das Präsidium bedient sich zur Erledigung der laufenden Geschäfte der Geschäftsführung, an deren Spitze der Generalsekretär bzw. die Generalsekretärin steht. Vom 1. September 2007 bis zum 12. November 2018 war Dorothee Dzwonnek Generalsekretärin der DFG. Im November 2018 hat Dorothee Dzwonnek auf Bitten des Hauptausschusses der DFG ihr vorzeitiges Ausscheiden aus den Diensten der DFG erklärt. Zum 1. Oktober 2020 hat Heide Ahrens die Position der Generalsekretärin übernommen.
Die Geschäftsstelle ist am Sitz des Vereins in Bonn, Kennedyallee 40, angesiedelt. Das Berliner Büro befindet sich im WissenschaftsForum Berlin am Gendarmenmarkt.

### Finanzierung
Die DFG als größte nationale Forschungsförderungseinrichtung Europas wird nahezu vollständig durch Bund und Länder finanziert (Haushalt 2018: 99 % ent. Jahresbericht 2023), auch wenn es sich formal nicht um eine staatliche Einrichtung, sondern um einen gemeinnützigen, eingetragenen Verein handelt. Planungssicherheit durch kontinuierliche Etatsteigerungen soll durch den Pakt für Forschung und Innovation gewährleistet werden. Seit 2006 wurde der Etat der DFG auf diese Weise mehr als verdoppelt.

## Senat und Senatskommissionen
Ein wesentliches Steuerungsgremium der DFG ist der Senat, der aus 39 wissenschaftlichen Mitgliedern besteht. Von diesen Mitgliedern werden 36 Mitglieder von der Mitgliederversammlung für drei Jahre gewählt, der Präsident der Hochschulrektorenkonferenz, der Präsident der Union der deutschen Akademien der Wissenschaften und der Präsident der Max-Planck-Gesellschaft gehören dem Senat qua Amt an. Ständige Gäste des Senats sind die Präsidenten der Hermann von Helmholtz-Gemeinschaft Deutscher Forschungszentren, der Fraunhofer-Gesellschaft und der Vorsitzende des Wissenschaftsrates.
Der Senat setzt Kommissionen und Ausschüsse ein.

### Ausschüsse des Senats
Die Senatsausschüsse für die Sonderforschungsbereiche und die Graduiertenkollegs bereiten die Förderentscheidungen der beiden korrespondierenden Bewilligungsausschüsse als Unterausschüsse des Hauptausschusses vor. Sie sind außerdem für die Weiterentwicklung dieser Förderprogramme und ihrer Begutachtungs- und Entscheidungsverfahren zuständig.
Bei dem Ad-hoc-Ausschuss zur Prüfung von Mitgliedschaftsanträgen handelt es sich um Arbeitsgremium des Senats, das Entscheidungen des Senats vorbereitet.

### Senatskommissionen
Die Senatskommissionen der DFG unterstützen die satzungsgemäße Aufgabe der Politikberatung der DFG, indem sie unter anderem nach rein wissenschaftlichen Maßstäben Stellungnahmen zu gesellschaftlich relevanten Fragestellungen mit Forschungsbezug erstellen. Außerdem sind sie ein wichtiger Teil der wissenschaftlichen Selbstverwaltung, da sie beispielsweise Fragen mit besonderem Koordinierungsbedarf für bestimmte Wissenschaftsbereiche bearbeiten.
Der Senat hat im Jahr 2010 beschlossen, seine Kommissionen in zwei Kategorien einzuteilen: Ständige Senatskommissionen für bedeutende Felder mit langfristiger Perspektive, in denen neue wissenschaftliche Erkenntnisse fachübergreifend und kontinuierlich aufbereitet werden müssen, oder sich schnell entwickelnde wissenschaftliche Themen, in denen absehbar mit wiederkehrendem gesetzlichen Regelungsbedarf mit deutlicher Relevanz für die Forschung zu rechnen ist. Senatskommissionen werden für einen bestimmten Zeitraum eingerichtet (in der Regel 6 Jahre). Diese haben die Aufgabe, in Gebieten mit hohem Forschungs-, Koordinations- und vielschichtigem Strukturierungsbedarf Disziplinen-übergreifend Ansätze für die komplexe Koordination, Verbesserung der Forschungsinfrastruktur und Etablierung von für die Forschung förderlichen Strukturen zu erarbeiten.

### Liste der Senatskommissionen
- Ständige Senatskommission zur gesundheitlichen Bewertung von Lebensmitteln (SKLM)
- Ständige Senatskommission für Grundsatzfragen der Genforschung
- Ständige Senatskommission für Grundsatzfragen in der Klinischen Forschung
- Ständige Senatskommission zur Prüfung gesundheitsschädlicher Arbeitsstoffe (MAK-Kommission). Diese Kommission erstellt unter anderem die sogenannte MAK- und BAT-Werte-Liste, die die Maximalen Arbeitsplatzkonzentrationen enthält.
- Ständige Senatskommission für tierexperimentelle Forschung
- Senatskommission für Grundsatzfragen der biologischen Vielfalt
- Senatskommission für Erdsystemforschung
- Alle laufenden und beendeten Senatskommissionen veröffentlicht die DFG unter www.dfg.de[15]

### Weitere Ausschüsse
- Ausschuss für Vorstandsangelegenheiten
- Ausschuss für Rechnungsprüfung
- Bewilligungsausschüsse für die Graduiertenkollegs und für die Sonderforschungsbereiche
- Ausschuss für wissenschaftliche Bibliotheken und Informationssysteme
- Ausschuss für Wissenschaftliche Geräte und Informationstechnik
- Auswahlausschuss für das Gottfried Wilhelm Leibniz-Programm
- Auswahlausschuss für den Heinz Maier-Leibnitz-Preis
- Ausschuss zur Untersuchung von Vorwürfen wissenschaftlichen Fehlverhaltens
- Ausschuss zum Programm Deutsch-Israelische Projektkooperation

Die Mitglieder der Fachkommission Exzellenzinitiative (2005–2017) wurden vom Senat der DFG eingesetzt. Die Fachkommission bereitete gemeinsam mit der Strategiekommission, die von der wissenschaftlichen Kommission des Wissenschaftsrates eingesetzt wurde, die Förderentscheidungen des Bewilligungsausschusses für die Exzellenzinitiative vor.
In der Exzellenzstrategie (seit 2017) entscheiden das Expertengremium und die Exzellenzkommission über Antragsskizzen und Anträge. Das Expertengremium besteht aus insgesamt 39 in der Forschung auf verschiedenen Wissenschaftsgebieten ausgewiesenen, das gesamte Spektrum der Disziplinen repräsentierenden Personen, die auch über langjährige Erfahrungen im Ausland, im Hochschulmanagement, in der Lehre oder in der Wirtschaft verfügen. Die Exzellenzkommission besteht aus dem Expertengremium sowie den für Wissenschaft zuständigen Ministern des Bundes und der Länder. Die Exzellenzkommission entscheidet auf Basis der Empfehlungen des Expertengremiums über die Förderung von Exzellenzclustern und Exzellenzuniversitäten.

## Begutachtungs- und Bewilligungsverfahren
Zur Entscheidung über Förderanträge bedient sich die DFG eines mehrstufigen Begutachtungsverfahrens. Das Begutachtungsverfahren beruht auf den Prinzipien der Peer-Review und der wissenschaftlichen Selbstverwaltung. In der Regel werden die Gutachter für ihre Tätigkeit nicht bezahlt.
Für jeden eingehenden Förderantrag werden von der DFG-Geschäftsstelle mindestens zwei für fachlich kompetent und unbefangen gehaltene Wissenschaftler gebeten, formalisierte schriftliche Gutachten anzufertigen. Nach eigenen Angaben wird dabei versucht, Interessenkonflikte weitestgehend zu vermeiden. Die Gutachten enthalten ein Votum zur Förderentscheidung; das Votum kann dabei auch auf Teilförderung eines Antrags lauten. Die begutachteten Anträge werden mehrmals jährlich in den Sitzungen des inhaltlich zuständigen Fachkollegiums besprochen (s. u.). Dabei sind jeweils zwei Mitglieder des Kollegiums für einen Antrag zuständig, den sie zusammen mit den eingegangenen Gutachten vorstellen. Die Voten der Gutachter werden anschließend in den Fachkollegien diskutiert und entweder bestätigt, modifiziert oder verworfen. Als Ergebnis einer Sitzung eines Fachkollegiums wird ein Fördervorschlag über eine bestimmte Anzahl an Anträgen an den Hauptausschuss (s. u.) weitergeleitet. Die übrigen Anträge gelten als abgelehnt.

### Fachkollegium und Mitglieder der Fachkollegien
Die Fachkollegien werden nach § 15 der DFG-Satzung gebildet. Es bestehen derzeit (2023) 49 Fachkollegien, die im Durchschnitt aus jeweils 13 Mitgliedern bestehen. Für die Mitglieder der Fachkollegien können unabhängige Hochschulen und wissenschaftliche Fachgesellschaften Vorschläge einreichen. Die promovierten und an anerkannten wissenschaftlichen Einrichtungen in Deutschland tätigen Wissenschaftler wählen dann die Mitglieder der Fachkollegien auf vier Jahre; in der Regel handelt es sich um Hochschullehrer. Eine einmalige Wiederwahl ist möglich.
Eingehende Förderanträge auf Forschungsvorhaben werden von der DFG-Geschäftsstelle einem thematisch passenden Fachkollegium zugewiesen. Die Fachkollegien beurteilen die Anträge grundsätzlich auf Grundlage erstellter Gutachten, über die sie sich aber in begründeten Fällen auch hinwegsetzen können. So achten sie satzungsgemäß darauf, dass bei der schriftlichen Begutachtung einheitliche Maßstäbe angelegt wurden. Vor allem in Hinblick auf die Einzelförderung kommt den Fachkollegien damit faktisch sehr großer Einfluss zu.
Weiterhin arbeiten Fachkollegien an der Ausgestaltung der Förderprogramme der DFG mit.
Im Jahr 2023 wurden die Mitglieder der DFG-Fachkollegien turnusgemäß gewählt. Dazu wurden die 49 Fachkollegien mit 214 Fächern und insgesamt 649 Personen bestimmt. Die nächste Fachkollegienwahl der DFG findet 2027 statt.

### Hauptausschuss
Die eigentliche und definitive Förderentscheidung liegt beim Hauptausschuss (§ 12 Satzung). Dem Hauptausschuss gehören die 39 DFG-Senatoren an sowie weitere Vertreter von Bund (16), Ländern (16) und dem Stifterverband für die Deutsche Wissenschaft (2).
Im Hauptausschuss werden alle Fördervorschläge der Fachkollegien zusammengeführt und unter Berücksichtigung der zur Verfügung stehenden Finanzmittel bewilligt. Eine wichtige Aufgabe des Hauptausschusses ist die Sicherstellung einheitlicher Begutachtungsstandards über die verschiedenen Einzelgremien hinweg.

## Internationale Kooperationen und Nationale Gremien
Als Mitglied in verschiedenen internationalen Dachorganisationen und Verbünden unterstützt die DFG internationale Forschung zusätzlich durch jährliche Beiträge wie auch durch die Bereitstellung von finanziellen Mitteln für eine Beteiligung von Wissenschaftlern. Unter anderem ist die DFG Mitglied im International Council for Science (ICSU), das 1919 als nongouvernementale internationale Dachorganisation gegründet wurde. Hier unterstützt die DFG den internationalen Austausch zu wichtigen wissenschaftlichen Fragen und beruft z. B. für den Bereich Umwelt und globaler Wandel nationale Gremien wie SCOPE, Nationales Komitee für Global Change Forschung (1997–2012) und Deutsches Komitee für Nachhaltigkeitsforschung in Future Earth (seit 2013).
Schwesterorganisationen im Ausland sind beispielsweise die Nationale Stiftung für Naturwissenschaften der Volksrepublik China, mit der sie gemeinsam das Chinesisch-Deutsche Zentrum für Wissenschaftsförderung unterhält. Weitere Partnerorganisationen sind der Fonds zur Förderung der wissenschaftlichen Forschung (Österreich), die National Science Foundation (USA), die Royal Academy (Vereinigtes Königreich), der Schweizerische Nationalfonds und der Consejo Nacional de Ciencia y Tecnología (Mexiko). Eine analoge Fördereinrichtung in Japan ist die Japan Society for the Promotion of Science (JSPS).
Der Verein ist Mitglied der Allianz der Wissenschaftsorganisationen.

## Geschichte

### Von der Notgemeinschaft der Deutschen Wissenschaft zur Deutschen Forschungsgemeinschaft
Gründung der Notgemeinschaft in Berlin und Umbenennung
Die Geschichte der DFG begann in der Zeit der Weimarer Republik. Am 30. Oktober 1920 wurde in Berlin die Notgemeinschaft der Deutschen Wissenschaft gegründet, auf Initiative des Chemikers Fritz Haber und von Friedrich Schmidt-Ott, der ihr erster Präsident wurde. Noch im selben Jahr wurde ein Stifterverband der Notgemeinschaft der Deutschen Wissenschaft e. V. geschaffen, um private Spenden einzuwerben.
Im Jahr 1929 wurde der Name in Deutsche Gemeinschaft zur Erhaltung und Förderung der Forschung geändert, kurz: Forschungsgemeinschaft. Allerdings wurde der alte Name „Notgemeinschaft“ in geförderten Publikationen weiterverwendet. Die Kurzbezeichnung (Deutsche) Forschungsgemeinschaft entspricht dem Namen der 1951 gegründeten Deutschen Forschungsgemeinschaft. Deshalb wird insbesondere die Abkürzung DFG auch schon für die Zeit ab 1929 verwendet.
Zeit des Nationalsozialismus
Ein Großteil der tonangebenden DFG-Wissenschaftler begrüßte nach 1933 das NS-Regime und arbeitete im Rahmen eines „radikalnationalistischen Grundkonsenses“ aus freien Stücken an seinen Zielen mit. Die Forschungsförderung war in der Zeit des Nationalsozialismus weitgehend frei von politischem Druck. Die Fördermittel für politisch genehme Forschungsgebiete wie „Rassenhygiene“ und Agrarwissenschaften wurden deutlich erhöht. In die „Volksforschung“ wurden 1934 1,2 Milliarden Reichsmark investiert.
Präsident war zwischen 1934 und 1936 der Physiker Johannes Stark. Er berief den NS-Chefideologen Alfred Rosenberg zum Schirmherrn und Ehrenpräsidenten der DFG. Stark verlor sein Amt, weil sich neben Bernhard Rust und seinen Ministerialbeamten auch die SS und die Wehrmacht gegen ihn stellten. Rudolf Mentzel war ab 1936 Präsident der DFG und Mitglied der SS im Range eines SS-Brigadeführers (1942).
Nach Untersuchungen von Historikern vor allem um Götz Aly und Ulrich Herbert trug die DFG maßgeblich zur Erarbeitung des „Generalplans Ost“ bei. Nach dem „Generalplan“ sollten innerhalb von 25 Jahren unter Beiziehung der Volksdeutschen Mittelstelle fast fünf Millionen sogenannte Volksdeutsche im annektierten Polen und im Westen der noch zu erobernden Sowjetunion angesiedelt werden; Millionen slawischer und jüdischer Bewohner dieser Regionen sollten versklavt, vertrieben und ermordet werden.
Die DFG finanzierte bis 1944 Projekte wie die „Asozialen- und kriminalbiologische Forschung“ der Rassenhygienischen Forschungsstelle Robert Ritters. Sie förderte nahezu jeden Menschenversuch in nationalsozialistischen Konzentrationslagern. Gegen Kriegsende wurden vorsätzlich zahlreiche DFG-Förderakten vernichtet.
Das Informationsportal „GEPRIS Historisch“ erschließt Förderakten und Themen aus der Zeit von 1920 bis 1945.
Neugründung der Notgemeinschaft in Bonn, Deutscher Forschungsrat
Nach dem Zweiten Weltkrieg wurde die Notgemeinschaft am 11. Januar 1949 in Bonn wiedergegründet – mit dem ursprünglichen Namen Notgemeinschaft der Deutschen Wissenschaft, kurz Notgemeinschaft. Die Initiative dazu hatten Hochschulen und die Kultusministerien der Länder gegeben. Bei der Gründungssitzung am 11. Januar 1949 wurde Bonn als Sitz der Geschäftsstelle festgelegt. Zuvor war Frankfurt am Main als Sitz empfohlen worden; der hessische Kultusminister hatte für Wiesbaden oder Darmstadt plädiert. Die Entscheidung für den Sitz Bonn fiel somit schon vor der politischen Entscheidung im Mai 1949, Bonn zur deutschen Hauptstadt zu machen.
Am 9. März 1949 konstituierte sich in Göttingen der wissenschaftspolitisch ausgerichtete Deutsche Forschungsrat. Darauf hatte insbesondere Werner Heisenberg hingearbeitet; die Max-Planck-Gesellschaft sowie die Akademien der Wissenschaften in Göttingen, in Heidelberg und in München wirkten unterstützend mit.
Am 22. September 1949 wurde auch der Stifterverband neu gegründet.
Fusion zur Deutschen Forschungsgemeinschaft
Die Notgemeinschaft der Deutschen Wissenschaft und der Deutsche Forschungsrat fusionierten im Jahr 1951 durch eine Änderung der Satzung der Notgemeinschaft. Der Beschluss zur Fusion fiel am 17. Januar, aber der Name und die Struktur der künftigen Organisation waren noch umstritten. Eine Einigung wurde am 15. Juli erzielt. Der Deutsche Forschungsrat akzeptierte nach anfänglichem Widerstand den Namen Deutsche Forschungsgemeinschaft. Die neue Satzung, nunmehr die Satzung der Deutschen Forschungsgemeinschaft, wurde auf der letzten Mitgliederversammlung der Notgemeinschaft am 2. August beschlossen. Am 15. August 1951 trat die Fusion in Kraft – damit war die Deutsche Forschungsgemeinschaft (DFG) gegründet. Seit der Gründung befindet sich der Sitz der DFG-Geschäftsstelle in Bonn-Bad Godesberg.

### Entwicklung der Deutschen Forschungsgemeinschaft
Konrad Meyer, der Koordinator der Forschung zum Generalplan Ost, konnte nach seiner Berufung an die Technische Universität Hannover 1956 wieder erfolgreich DFG-Mittel beantragen, obwohl die DFG seine Forschungskarriere kannte.
Nach der Wiedervereinigung wurde 1990 die Förderarbeit auf das Gebiet des vereinten Deutschland ausgedehnt. 1999 wurde außerdem ein Ombudsman für die Wissenschaft eingerichtet.
Seit dem Jahr 2007 erscheint im Stuttgarter Franz Steiner Verlag eine Buchreihe mit Studien zu Geschichte der DFG.
Im Juli 2019 hat die Mitgliederversammlung der DFG auf ihrer Sitzung im Rahmen der Jahresversammlung an der Goethe-Universität in Frankfurt am Main eine Novelle ihrer Satzung beschlossen.

## Kritik und Kontroversen
- Laut einem Beitrag von Roland Reuß und Volker Rieble in der FAZ stelle die DFG ein „Monopol ohne Kontrolle“ dar und sei nichts weniger als eine „freie Selbstverwaltung der Wissenschaft“. Sie zeichne sich insbesondere durch fast völlige Intransparenz bei der Vergabe von Fördermitteln aus.[38]
- In satirischem Stil hat Bernhard Horsthemke, der selbst im biowissenschaftlichen Bereich als Gutachter für die DFG tätig war, einige bedenkliche Praktiken der DFG-Gutachter angeprangert. Er zielt vor allem auf seines Erachtens unsachliche Argumente von Gutachtern, die aus unterschiedlichen Motiven kein echtes wissenschaftliches Gutachten schrieben, sondern gerade im Falle von Ablehnungen oft nur schwammige Phrasen benützten. Die Gründe dafür sieht er in Unsicherheit, mangelnder Genauigkeit und der Befürchtung, als unkritisch zu gelten. Typische Beispiele sei so etwa bei einem innovativen Antrag für wissenschaftliches Neuland der Einwand, der Antragsteller sei kein Experte auf diesem Gebiet. Bei vorgeschlagenen Methoden werde oft kritisiert, dies sei nicht die geeignete Methode, ohne eine Alternative zu nennen. Ein typisches Fazit in einem negativen Gutachten laute, der Antrag sei ein Projekt mit zu hohem Risiko, und die zu erwartenden Ergebnisse seien vermutlich nur von geringer Bedeutung. Ein Problem der DFG sei, so Horsthemke, dass viele Gutachter und Mitglieder der entscheidenden Fachgremien auch selbst Antragsteller in demselben oder in einem verwandten Gebiet sind. Durch die Ablehnung anderer Anträge stiegen daher die Chancen für einen eigenen Antrag.[39][40]
- Die Begutachtungspraxis von Förderanträgen genügt laut Stefanie Salaw-Hanslmaier[41] und Daniel Lübbert[42] nicht rechtsstaatlichen Anforderungen, da Entscheidungen nicht ausreichend begründet werden und keinerlei Widerspruchsmöglichkeiten bestehen.
- Auch bei grobem wissenschaftlichen Fehlverhalten erteilte die DFG in der Vergangenheit oft relativ milde Rügen bzw. Strafen, so im Fall der jahrelangen „groben Vernachlässigung der Aufsichtspflicht“ der Leiterin einer immunologischen Arbeitsgruppe, die schon nach drei Jahren wieder als Gutachterin tätig werden durfte. Ihre Mitarbeiterin, die Hauptverantwortliche einer Datenmanipulation, aufgrund welcher mehrere Veröffentlichungen zurückgezogen werden mussten, durfte fünf Jahre lang keine DFG-Mittel beantragen.[43]
- Am 31. Juli 2020 löschte die DFG einen Unterstützungsbeitrag des Kabarettisten Dieter Nuhr für die DFG-Kampagne „#für das Wissen“, in dem er den Wert der Wissenschaft betont, aber auch gesagt hatte: „Wissenschaft weiß nicht alles.“[44][45] Daraufhin hatten Aktivisten die DFG auf Twitter zunehmend unter Druck gesetzt.[46] Felix Hutten kommentierte in der Süddeutschen Zeitung, es wirke grotesk, dass ausgerechnet jemand, der Klima- und Coronaverharmlosern ordentlich Munition liefere, als Botschafter für die DFG den Wert von Spitzenforschung betonen solle.[47] Nuhr protestierte und sah einen Fall von Cancel Culture.[46] Die DFG wurde nun wegen ihres „unnötigen Kniefalls“ vor dem „Online-Mob“ kritisiert.[48] Am 6. August 2020 entschuldigte sich die DFG für die „vorschnelle Löschung“ und stellte Nuhrs Statement wieder online.[49][44]

## Bisherige Präsidenten
- 1929–1934 Friedrich Schmidt-Ott (Schmitt-Ott war bereits erster Präsident der Notgemeinschaft der Deutschen Wissenschaft, aus der die DFG hervorging)
- 1934–1936 Johannes Stark
- 1936–1945 Rudolf Mentzel
- 1951–1955 Ludwig Raiser
- 1955–1964 Gerhard Hess
- 1964–1973 Julius Speer
- 1973–1979 Heinz Maier-Leibnitz
- 1980–1985 Eugen Seibold
- 1986–1991 Hubert Markl
- 1992–1997 Wolfgang Frühwald
- 1998–2006 Ernst-Ludwig Winnacker
- 2007–2012 Matthias Kleiner
- 2013–2019 Peter Strohschneider
- seit 1. Januar 2020 Katja Becker[50]

## Forschungspreise
Die DFG vergibt unter anderem folgende Forschungspreise:
- Gottfried Wilhelm Leibniz-Preis
- Heinz-Maier-Leibnitz-Preis
- Communicator-Preis
- Albert Maucher-Preis
- Bernd Rendel-Preis
- Von Kaven-Preis für Nachwuchsmathematiker[51]
- Ursula M. Händel-Tierschutzpreis
- Copernicus-Preis
- Gerhard-Hess-Preis für Nachwuchswissenschaftler (1988–2000) → Emmy-Noether-Programm

## Förderprogramme
Der Verein bietet unter anderem die folgenden Förderprogramme:
- Walter-Benjamin-Programm[52]
- Emmy Noether-Programm[53]
- Heisenberg-Programm[54]
- Max-Kade-Stipendium[55]
- Reinhart Koselleck-Projekte[56]
- Graduiertenkollegs (inklusive virtuelles Graduiertenkolleg)
- Sonderforschungsbereiche
- Forschungsgruppen
- Sondersammelgebietsprogramm für die Wissenschaftlichen Bibliotheken, werden zwischen 2013 und 2015 in „Fachinformationsdienste für die Wissenschaft“ überführt
- Hilfseinrichtung der Forschung

Darüber gibt es Einzelförderprogramme mit unterschiedlichen Angeboten wie Forschungsstipendien oder Sachbeihilfe. Voraussetzung für die Beantragung ist eine abgeschlossene wissenschaftliche Promotion.

## Nachweis geförderter Projekte
Das Informationsportal GEPRIS liefert Informationen zu DFG-geförderten Projekten, Personen und Institutionen.

## DFG-Förderung im Bereich elektronischer Medien
Um die Versorgung mit elektronischer Fachinformation an deutschen Hochschulen, Forschungseinrichtungen und wissenschaftlichen Bibliotheken nachhaltig zu verbessern, finanziert die Deutsche Forschungsgemeinschaft (DFG) seit 2004 den Erwerb von nationalen Lizenzen für elektronische Medien im Rahmen ihres Förderprogramms „Überregionale Literaturversorgung und Nationallizenzen“.
Ziel ist es, Wissenschaftlern, Studierenden und wissenschaftlich interessierten Privatpersonen den Zugang zu Datenbanken, digitalen Textsammlungen, elektronischen Zeitschriften und E-Books zu ermöglichen. Mit dem Projekt NatHosting fördert die DFG außerdem den Aufbau einer nationalen Infrastruktur zur Langzeitarchivierung und dauerhaften Verfügbarkeit elektronischer Medien.

## Mitglieder
Nach § 3 der DFG-Satzung können „Hochschulen, die Einrichtungen der Forschung von allgemeiner Bedeutung sind, andere Einrichtungen der Forschung von allgemeiner Bedeutung, die in der Union der Akademien der Wissenschaften in der Bundesrepublik Deutschland zusammengeschlossenen Akademien“ und bedeutende Wissenschaftsverbände DFG-Mitglieder werden.
Die DFG hat derzeit 99 Mitglieder (Stand September 2024), die nachfolgend aufgelistet sind (geordnet nach Kategorien, dann jeweils alphabetisch nach dem Ort bzw. Sitz der Einrichtungen). Die Hochschulen für angewandte Wissenschaften sind antragsberechtigt, sodass es hier auch schon Erfolge gab. Die DFG-Drittmittel der HAW liegen bei unter 1 %, sodass bis dato (Januar 2025) keine Hochschule für angewandte Wissenschaften (HAW) Mitglied der Deutschen Forschungsgemeinschaft ist.

### Hochschulen
- RWTH Aachen
- Universität Augsburg
- Otto-Friedrich-Universität Bamberg
- Universität Bayreuth
- Freie Universität Berlin
- Humboldt-Universität zu Berlin
- Technische Universität Berlin
- Universität Bielefeld
- Ruhr-Universität Bochum
- Rheinische Friedrich-Wilhelms-Universität Bonn
- Technische Universität Braunschweig
- Universität Bremen
- Technische Universität Chemnitz
- Technische Universität Clausthal
- Technische Universität Darmstadt
- Technische Universität Dortmund
- Technische Universität Dresden
- Universität Duisburg-Essen
- Heinrich-Heine-Universität Düsseldorf
- Katholische Universität Eichstätt-Ingolstadt
- Universität Erfurt
- Friedrich-Alexander-Universität Erlangen-Nürnberg
- Johann Wolfgang Goethe-Universität Frankfurt am Main
- Europa-Universität Viadrina, Frankfurt (Oder)
- Technische Universität Bergakademie Freiberg
- Albert-Ludwigs-Universität Freiburg
- Justus-Liebig-Universität Gießen
- Georg-August-Universität Göttingen
- Universität Greifswald
- FernUniversität in Hagen
- Martin-Luther-Universität Halle-Wittenberg
- Universität Hamburg
- Technische Universität Hamburg
- Medizinische Hochschule Hannover
- Gottfried Wilhelm Leibniz Universität Hannover
- Tierärztliche Hochschule Hannover
- Ruprecht-Karls-Universität Heidelberg
- Technische Universität Ilmenau
- Friedrich-Schiller-Universität Jena
- Rheinland-Pfälzische Technische Universität Kaiserslautern-Landau
- Universität Kassel
- Christian-Albrechts-Universität zu Kiel
- Universität zu Köln
- Universität Konstanz
- Universität Leipzig
- Universität zu Lübeck
- Otto-von-Guericke-Universität Magdeburg
- Johannes Gutenberg-Universität Mainz
- Universität Mannheim
- Philipps-Universität Marburg
- Ludwig-Maximilians-Universität München
- Technische Universität München
- Universität Münster
- Carl von Ossietzky Universität Oldenburg
- Universität Osnabrück
- Universität Paderborn
- Universität Passau
- Universität Potsdam
- Universität Regensburg
- Universität Rostock
- Universität des Saarlandes, Saarbrücken
- Universität Siegen
- Universität Stuttgart
- Universität Hohenheim, Stuttgart
- Universität Trier
- Eberhard Karls Universität Tübingen
- Universität Ulm
- WHU – Otto Beisheim School of Management, Vallendar
- Bauhaus-Universität Weimar
- Bergische Universität Wuppertal
- Julius-Maximilians-Universität Würzburg

### Andere Forschungseinrichtungen
- Deutsches Archäologisches Institut, Berlin
- Helmholtz-Zentrum Berlin für Materialien und Energie GmbH, Berlin
- Max-Delbrück-Centrum für Molekulare Medizin, Berlin
- Stiftung Preußischer Kulturbesitz, Berlin
- Physikalisch-Technische Bundesanstalt, Braunschweig
- Alfred-Wegener-Institut für Polar- und Meeresforschung, Bremerhaven (AWI)
- GSI Helmholtzzentrum für Schwerionenforschung, Darmstadt
- Deutsches Elektronen-Synchrotron (DESY), Hamburg
- Deutsches Krebsforschungszentrum, Heidelberg
- Forschungszentrum Jülich GmbH, Jülich
- Karlsruher Institut für Technologie Campus Nord, Karlsruhe
- Deutsches Zentrum für Luft- und Raumfahrt e. V., Köln
- Helmholtz Zentrum München – Deutsches Forschungszentrum für Gesundheit und Umwelt (GmbH), Oberschleißheim

### Akademien der Wissenschaften
- Berlin-Brandenburgische Akademie der Wissenschaften, Berlin und Potsdam
- Nordrhein-Westfälische Akademie der Wissenschaften und der Künste, Düsseldorf
- Niedersächsische Akademie der Wissenschaften zu Göttingen, Göttingen
- Deutsche Akademie der Naturforscher Leopoldina e. V., Halle/Saale
- Akademie der Wissenschaften in Hamburg, Hamburg[62]
- Heidelberger Akademie der Wissenschaften, Heidelberg
- Sächsische Akademie der Wissenschaften zu Leipzig
- Akademie der Wissenschaften und der Literatur, Mainz
- Bayerische Akademie der Wissenschaften, München

### Wissenschaftliche Gesellschaften und Verbände
- Gesellschaft Deutscher Naturforscher und Ärzte e. V., Bad Honnef
- Deutscher Verband Technisch-Wissenschaftlicher Vereine, Berlin
- Leibniz-Gemeinschaft, Berlin
- Arbeitsgemeinschaft industrieller Forschungsvereinigungen „Otto von Guericke“ e. V., Köln
- Fraunhofer-Gesellschaft zur Förderung der angewandten Forschung e. V., München
- Max-Planck-Gesellschaft zur Förderung der Wissenschaften e. V., München